# Kenta Shimaoka
Kenta Shimaoka (jap. 島岡 健太, Shimaoka Kenta; * 26. Juli 1973 in der Präfektur Mie) ist ein ehemaliger japanischer Fußballspieler.

## Karriere
Shimaoka erlernte das Fußballspielen in der Schulmannschaft der Yokkaichi Chuo Technical High School und der Universitätsmannschaft der Kansai-Universität. Seinen ersten Vertrag unterschrieb er 1996 bei den Tosu Futures (heute: Sagan Tosu). Der Verein spielte in der zweithöchsten Liga des Landes, der Japan Football League. Für den Verein absolvierte er 92 Spiele. Ende 2001 beendete er seine Karriere als Fußballspieler.